# Coutures, Tarn-et-Garonne
Coutures är en kommun i departementet Tarn-et-Garonne i regionen Occitanien i södra Frankrike. Kommunen ligger i kantonen Saint-Nicolas-de-la-Grave som tillhör arrondissementet Castelsarrasin. År 2022 hade Coutures 108 invånare.

## Befolkningsutveckling
Antalet invånare i kommunen Coutures
| Referens: INSEE |